# Pierwsza Republika Wschodniego Turkiestanu
Islamska Republika Wschodniego Turkiestanu (często określana jako Pierwsza Republika Wschodniego Turkiestanu, także jako Turecka Islamska Republika Wschodniego Turkiestanu lub po prostu Republika Wschodniego Turkiestanu) – krótkotrwała separatystyczna republika islamska istniejąca w latach 1933–1934 w Azji Środkowej.
Została  założona 12 listopada 1933 r. Jej centrum było miasto Kaszgar na terenie dzisiejszego regionu Sinciang. Państwo to było tworem ruchu niepodległościowego zamieszkującej tam ludności ujgurskiej i sprzymierzonych z nimi lokalnych grup ludności tureckiej.
Wraz ze splądrowaniem Kaszgaru w 1934 roku przez watażków Hui nominalnie sprzymierzonych z rządem Kuomintangu, Pierwsza Republika została zniszczona. Jej przykład posłużył jednak w pewnym stopniu jako inspiracja do utworzenia dekadę później Drugiej Republiki Turkiestanu Wschodniego (1944–1949) i nadal wpływa na poparcie nacjonalistów ujgurskich dla utworzenia niepodległego Turkiestanu Wschodniego.